# Friedrich Adler (politik)
Friedrich Wolfgang Adler (9. července 1879, Vídeň – 2. ledna 1960, Curych) byl rakouský sociálně-demokratický politik, syn Victora Adlera, spoluzakladatele rakouské sociální demokracie. Známý je především jako kritik patriotismu sociální demokracie a vrah ministerského předsedy Předlitavska Karla von Stürgkha (21. října 1916). Za tento čin byl odsouzen k trestu smrti, ale později dostal milost a dokonce byl amnestován.
Po první světové válce byl členem vedení rakouské sociální demokracie a generálním tajemníkem Socialistické dělnické internacionály.
Během druhé světové války emigroval do USA, po jejím skončení se vrátil do Evropy a žil ve Švýcarsku až do své smrti na počátku roku 1960.